# Patellidae
Patellidae Rafinesque, 1815 è una famiglia di molluschi gasteropodi.

## Tassonomia
Comprende i seguenti generi:
- Cymbula H. Adams & A. Adams, 1854
- Helcion Montfort, 1810
- Patella Linnaeus, 1758
- Scutellastra H. Adams & A. Adams, 1854